# Коли зливаються річки (фільм)
«Коли зливаються річки» — радянський художній фільм за однойменним романом Петра Бровки, знятий в 1961 році на Литовській кіностудії.

## Сюжет
На кордоні трьох союзних республік — Латвії, Білоруси та Литви — будується міжколгоспна ГЕС «Дружба народів». Ангеле закохується в молодого інженера Олеся, але її батько — старий мірошник Пашкявічус, як і багато місцевих жителів, вороже налаштований і до будівництва і нових людей. Спільна праця на будівництві зближує людей різних національностей, виникають нові відносини і формуються характери. Ангеле, розібравшись в протиріччях життя й переглянувши власні погляди, знаходить своє щастя.

## У ролях
- Едуард Кошман — Олесь Ванюта, молодий інженер
- Пятрас Кубертавічюс — Пятрас Пашкявічюс, мельник
- Ліна Пінігіте — Ангеле, дочка Пашкявічюса
- Іван Шатилло — Василь Рудак
- Антанас Мацкявичюс — Юозас Мешкяліс, голова колгоспу
- Біруте Раубайте — Она Восілене
- Мілда Клетнієце — Аустра
- Антон Куніцин — Кузьма
- Мотеюс Валанчус — Йонас
- Регіна Казлаускайте — Зосіте
- Жаніс Прієкуліс — Каспар
- Юозас Будрайтіс — хлопець в бригаді Йонаса
- Гражина Блінайте — сільська жінка

## Знімальна група
- Режисери — Борис Шрейбер, Баліс Браткаускас
- Сценарист — Євген Шилов
- Оператор — Альгімантас Моцкус
- Композитор — Юозас Індра
- Художник — Йєронімас Чюпліс